# Stéphane E. Roy
Pour les articles homonymes, voir Roy et Stéphane Roy.
 (mars 2015).
Si vous disposez d'ouvrages ou d'articles de référence ou si vous connaissez des sites web de qualité traitant du thème abordé ici, merci de compléter l'article en donnant les références utiles à sa vérifiabilité et en les liant à la section « Notes et références ».
Stéphane E. Roy est un acteur, réalisateur, scénariste, dramaturge et metteur en scène québécois né le 31 mai 1968 à Montréal (Québec).

## Biographie
Stéphane E. Roy étudie à l'Université du Québec à Montréal (UQAM) en art dramatique après avoir complété des études de cinéma au niveau collégial. Il fait partie du groupe d'humour Les Bizarroïdes de 1990 à 2000, groupe sacré révélation du festival Juste pour rire en 1994.
Au théâtre, Stéphane E. Roy écrit et joue, entre autres, dans plusieurs pièces dont les succès Garçon !, Mars et Vénus, Me, Myself et moi-même, Ils se sont aimés et La Capitulation, etc.
À la télévision, il est de la distribution de nombreuses séries télévisées, telles que Caméra Café, Cauchemar d'amour, Le Plateau, Max Inc., Ooops!, Réal-IT et Les Bougon, c'est aussi ça la vie! ainsi que des émissions de services en tant que chroniqueur comme Les Quatre Cent Coûts à Télé-Québec, Deux filles le matin et Sucré salé sur le réseau TVA.
En 1991, il fonde la Ligue d'improvisation montréalaise (LIM), ligue d'improvisation expérimentale. En 2001, il crée Les Cabarets littéraires - Les Auteurs du dimanche, qu'il anime pendant 6 ans, soirée où les auteurs composent et lisent un texte sur un thème imposé.
En 2016, il joue, réalise et co-écrit 9, le film, l'adaptation cinématographique de sa pièce de théâtre Neuf variations sur le vide, avec huit autres réalisateurs : Ricardo Trogi, Érik Canuel, Micheline Lanctôt, Marc Labrèche, Luc Picard, Éric Tessier, Jean-Philippe Duval et Claude Brie,. Le film est nommé dans plusieurs festivals autour du monde et remporte le prix du Public au 9e festival du Cinéma québécois de Cannes.
Le 31 mai 2022, la pièce de théâtre Garçon! de Stéphane E. Roy est publié chez Dramaturges Éditeur.

## Théâtre

### Acteur
- 1990 : Les Bizarroïdes, à travers le monde - également auteur
- 1992 : L'Éveil du printemps
- 1993 : Le Grenier
- 1998-1999 : La Capitulation
- 2000 : Propagande
- 2003 : À ta santé mon Léo
- 2005-2007 : Mars et Vénus
- 2006 : Neuf variations sur le vide
- 2006 : Me, Myself et moi-même
- 2008 : Le Grand Rire
- 2012-2013 : Dieu merci !
- 2012-2013 : Ils se sont aimés
- 2017-2018 : Pédalo : ComediHa!
- 2019-2022 : Garçon !, pièce de théâtre
- 2022-2023 : Pédalo, pièce de théâtre.

### Metteur en scène
- 1993 : Le Grenier
- 1998 : La Capitulation
- 1998 : Les Chick'n Swell
- 2000 : Propagande
- 2006 : Marcel au Garage
- 2006 : Neuf variations sur le vide
- 2006 : Me, Myself et moi-même, co-mis en scène avec Stéphane Bellavance
- 2007 : Ben et Jarrod
- 2007 : Marcel au garage
- 2010 : Wanabago Blues
- 2011 : Souper de filles
- 2012 : Les Personnagistes Ben et Jarrod
- 2014 : Les Drôles de ténors
- 2015 : Dans le blanc des yeux
- 2019 : Mon vrai monde : Denis Lévesque

### Auteur
- 1993 : Le Grenier
- 1998 : La Capitulation
- 2000 : Propagande
- 2005 : Mars et Venus
- 2006 : Neuf variations sur le vide
- 2006 : Me, Myself et moi-même
- 2009 : J'aurais voulu être un artiste (collectif)
- 2012 : Ils se sont aimés (adaptation)
- 2014 : Terre des hommes, co-écrit avec Sylvain Larocque
- 2015 : Ovni
- 2016-24 : Pédalo, co-écrit avec Benoit Roberge
- 2019-2020 : Garçon !, la pièce de théâtre

## Filmographie

### Cinéma

#### Acteur
- 2000 : La Vie après l'amour : l'ambulancier
- 2008 : Le Cas Roberge : Stéphane Deblois
- 2016 : 9, le film, sketch Eccéité de Éric Tessier : Marc Gélinas
- 2019 : La vie est belle : Martin
- 2022 : Barrage : Raoul
- 2025 : Pédalo : Bruno

#### Scénariste
- 2008 : Le Cas Roberge
- 2016 : 9, le film
- 2017 : French Space
- 2024 : Collaboration, Mon Soeur avec Christiane Vien.
- 2025 : Pédalo

#### Réalisateur
- 2016 : 9, le film, segment « Abus »
- 2025 : Pédalo

### Télévision

#### Acteur
- 2000 : Faux Hommage
- 2001-2002 : Cauchemar d’amour : David
- 2002-2012 : Caméra Café : Sylvain Desjardins
- 2003 : Le Plateau : le représentant pharmaceutique
- 2004 : Réal-IT : le professeur
- 2004 : Max Inc. : le cambrioleur
- 2005 : Les Bougon, c'est aussi ça la vie!, épisode « TV » : le comédien interprétant Mononque
- 2006-2007 : Ooops !
- 2007 : Il était une fois dans le trouble : Jack
- 2008-2009 : Dieu merci!
- 2009 : Smile
- 2010 : Le Grand Rire : Sébastien, l'animateur
- 2012-2013 : Avec des guns : Michel, le policier
- 2018- : Garçon ! : Charles Lambert

#### Chroniqueur
- 1999-2002 : Les Quatre Cent Coûts
- 2001-2005 : Sucré salé
- 2001-2008 : Deux filles le matin
- 2007 :  Bazzo.tv
- 2008-2009 : La Fosse aux lionnes
- 2012-2013 : Ça commence bien!

#### Scénariste
- 1994 : Coup de soleil
- 2000-2002: Sexy Cam
- 2002-2012: Caméra Café
- 2007-2008 : Ooops !
- 2012-2013 : LOL :-)
- Depuis 2015 : Garçon !

#### Réalisateur
- 1994 : Coup de soleil
- 2000 : Faux hommage à Martin Petit
- 2001-2002 : Sucré salé
- 2005 : Le Grand Rire bleu
- 2007-2008 : Ben et Jarrod enregistré
- 2008 : Ben et Jarrod enregistré
- 2010 : Le Temps d'une molle (Ben et Jarrod)
- 2010 : La Lettre du soldat (court-métrage)
- 2013 : Brigitte et Christian
- 2018 : Les Sommeliers

### Réalisateur publicitaire
- 2016 : Bactérie C Difficile ADVIN
- 2016 : Voyage à prix fou : Tout le monde a besoin de vacances
- 2017 : Days'INN
- 2017 : Comfort Inn
- 2018 : La Diperie : La vie est courte
- 2018 : KIA Concept
- 2018 : Ezy-booster
- 2018 : CSN : Faites-vous pas passer un sapin
- 2018 : Merenda : Le Goût de changer les choses
- 2018 : Midi-santé:
- 2018 : FQMHR : Circuits hors route du Québec
- 2018 : CSN : La lettre au Père Noël - Préposé aux bénéficiaires
- 2019 : CSN : Le personnel administratif au cœur du système de santé
- 2020 : Moquin Amyot : Les bas bruns 3 messages.
- 2021 : Rejoignez votre monde! : Productions E Point
- 2021 : Clinique DM
- 2021 : Enlevez-vos lunettes roses : CSN 2 messages.
- 2021 : Huit Femmes. Productions Jean-Bernard Hébert

## Distinctions

### Récompenses
- Festival Juste pour rire 1993 : révélation
- United Slapstick Awards 1996 : Grand Gagnant.
- Coq d'or 1999 pour une publicité McDonald (Chine)
- Festival du Cinéma québécois de Cannes 2016 : Grand Prix du public pour 9, le film

### Nominations
- Gala de l'ADISQ 1995 : Meilleur spectacle d'humour
- Gala des Oliviers 2007 : Meilleure série humoristique Caméra Café
- Gala de l'ADISQ 2010 : Meilleure série humoristique en tant que réalisateur pour Le Temps d'une molle
- Gala des Oliviers 2010 : Meilleure série humoristique en tant que réalisateur pour Le Temps d'une molle